# Olivia Wöckinger
Olivia Wöckinger (* 23. Mai 1979 in Linz) ist eine österreichische Diplompädagogin, Autorin und Leichtathletin.

## Sportliche Karriere
Olivia Wöckinger beendete ihre Karriere als Leichtathletin beim ULC Linz im Jahr 2005. Sie war eine der erfolgreichsten österreichischen Athletinnen im Weit- und Dreisprung und nahm an zwei Weltmeisterschaften und fünf Europameisterschaften in mehreren Altersklassen teil. Sie konnte über 40 Staatsmeistertitel erreichen.
Ihr größter Erfolg war die Bronzemedaille bei den Junioreneuropameisterschaften und die rund vierzig Österreichischen Meistertitel.

## Leben nach Beendigung der sportlerischen Karriere
Nach ihrem Karriereende ist die diplomierte Volksschullehrerin in einer sonderpädagogischen Einrichtung an der Landeskinder- und Frauenklinik Linz tätig. Ihre Schützlinge, die Probleme in Schule und Elternhaus haben, inspirierten sie zu ihren Büchern, den Malmärchenbüchern. Hierbei wird von den Kindern ein Teil der Geschichte gelesen und anschließend sollen sie dann ins Buch hinein malen, was sie gerade gelesen haben. Auf diese Art und Weise besteht eine Kontrolle, ob die Kinder das soeben Gelesene auch verstanden haben.

## Veröffentlichungen
- Peterchen und die Zauberbrille
- Peterchen und das geheime Zimmer